# Dr. Jekyll és Mr. Hyde (film, 1931)
A Dr. Jekyll és Mr. Hyde, más címen Ember vagy szörnyeteg? (eredeti címe: Dr. Jekyll and Mr. Hyde) 1931-es amerikai horrorfilm, Rouben Mamoulian rendezésében. A produkció alapjául Robert Louis Stevenson 1886-ban megjelent Dr. Jekyll és Mr. Hyde különös esete című elbeszélése szolgált. A filmet három Oscar-díjra jelölték, melyből egyet nyert meg.

## Cselekmény
Dr. Henry Jekyll (Fredric March) egy tehetséges fiatal orvos, aki gyógyszerekkel kísérletezik. Hamarosan kifejleszt egy olyan szert, mely felszínre hozza belőle a gonosz énjét. Erőszakossá válik, kocsmákba jár, nőket hajkurász Mr. Hyde-ként. Jekyll gyorsan függővé válik a szertől, képtelen kontrollálni alteregóját és már akarata ellenére is újra és újra gonosszá változik. Jekyll-ként találkozik egy lánnyal, Ivy-val (Miriam Hopkins), akit Hyde-dá változva bántalmaz, megaláz, megerőszakol. Dr. Jekyll-ként megkísérli jóvátenni Hyde gaztetteit, de újra visszaesik, és végül Hyde-ként meg is gyilkolja Ivyt.
Amikor a rendőrség és Dr. Lanyon – Jekyll barátja – üldözőbe veszi a gonosz Hyde-ot, a nyomok Dr. Jekyll laboratóriumához vezetnek. Itt Dr. Jekyll-t találják, aki tagadja, hogy ismerné Hyde-ot. A vita során azonban újból átváltozik gonosz énjévé. Megtámadja Lanyont, menekülni próbál, de egy rendőr rálő, és halálra sebzi. A haldokló Hyde a szemük előtt változik vissza Dr. Jekyllé. Inasa, Poole siratja egykori urát.

## Szereposztás
| Szerep                                  | Színész          |
| --------------------------------------- | ---------------- |
| Dr. Henry Jekyll / Mr. Edward Hyde      | Fredric March    |
| Ivy Pearson énekesnő                    | Miriam Hopkins   |
| Dr. John Lanyon                         | Holmes Herbert   |
| Muriel Carew, Jekyll menyasszonya       | Rose Hobart      |
| Sir Danvers Carew tábornok, Muriel apja | Halliwell Hobbes |
| Poole, Jekyll inasa                     | Edgar Norton     |
| Mrs. Hawkins                            | Temple Pigott    |

## A film háttere
Ivy Pearson és Muriel Carew karaktere nem szerepel Stevenson eredeti regényében, de Thomas Russell Sullivan 1887-es színpadi változatában igen.
Paramount Pictures eredetileg John Barrymore-t akarta a főszerepre, aki már egyszer eljátszotta Jekyllt és Hyde-ot egy 1920-as némafilmben. Viszont Barrymore új szerződése a Metro-Goldwyn-Mayerrel ezt nem tette lehetővé.
Hyde alakját a filmben nagy fogakkal és majomszerű külsővel ábrázolták.

## Oscar-díj
- Oscar-díj (1932)
  - díj: legjobb férfi főszereplő – Fredric March
  - jelölés: legjobb forgatókönyv – Percy Heath, Samuel Hoffenstein
  - jelölés: legjobb operatőr – Karl Struss

## Fordítás
- Ez a szócikk részben vagy egészben  a   Dr Jekyll and Mr Hyde című angol Wikipédia-szócikk fordításán alapul.  Az eredeti cikk szerkesztőit annak laptörténete sorolja fel. Ez a jelzés csupán a megfogalmazás eredetét és a szerzői jogokat jelzi, nem szolgál a cikkben szereplő információk forrásmegjelöléseként.